# Jean Maesér
Jean Maesér (* 21. März 1966 in Kühlungsborn, Mecklenburg-Vorpommern) ist ein deutscher Schauspieler.

## Leben
Nach einer Lehre zum Blechschmied studierte er von 1985 bis 1989 an der Hochschule für Schauspielkunst „Ernst Busch“ Rostock und debütierte 1988 am dortigen Volkstheater. Weitere Stationen seiner Bühnenlaufbahn waren unter anderem das Theater Plauen-Zwickau, das Staatstheater Cottbus, das Gostner Hoftheater in Nürnberg, die Oper Leipzig, das Gerhart-Hauptmann-Theater Görlitz-Zittau, das Anhaltische Theater Dessau, das Thalia Theater Halle, die Freilichtspiele Schwäbisch Hall, die Komödie Winterhuder Fährhaus in Hamburg und die Komödie Dresden. In Berlin gastierte Maesér am Theater am Kurfürstendamm, am Schlosspark Theater, an der Volksbühne, am Kleinen Theater und am Kabarett-Theater Distel.
Zu seinem Repertoire gehören mehr als 80 Rollen im Schauspiel, Tanz- und Musiktheater. Er spielte Billy Bibit in Einer flog über das Kuckucksnest, Valentin in Die Wunderübung, Frank Åsli in Elling, Hach/Dr. Blorna in Die verlorene Ehre der Katharina Blum, Lorenz in Die Schachnovelle,  Faust im Urfaust, Berry Derril im Ende vom Anfang, Kleister in Linie 1, Steuerwehrmann in Simple Swan, Iwan Schatow in Die Besessenen, Yves Montand in Piaf, Paul in Eating Raoul, Du Chatel in Die Jungfrau von Orleans, Hamlet in Die Hamletmaschine sowie Häuptling Abendwind im gleichnamigen Stück.
Zu seinen über 60 Rollen in Film- und Fernsehproduktionen zählen Heinz in Tom Tykwers Kinofilm „Die tödliche Maria“, der mit dem Bayerischen Filmpreis ausgezeichnet wurde und International große Beachtung fand sowie Gastrollen in Serien wie „Adelheid und ihre Mörder“, „Alarm für Cobra 11“, „Hauptstadtrevier“, „Gute Zeiten, Schlechte Zeiten“, „Neues vom Bülowbogen“, „Im Namen des Gesetzes“, „Der Landarzt“, „Bloch“, „Ingar Lindström“, „Polizeiruf 110“, „Tatort“, in den TV-Spielfilmproduktionen „Warten ist der Tod“ (deutschen Fernsehpreis), „Die Luftbrücke“ (Goldene Kamera), „Die Frau des Frisörs“, „Mein Leben - Marcel Reich-Ranicki“, „Die letzten Millionen“ und eine Hauptrolle in der Fernsehserie „Luv und Lee“.
Jean Maesér lebt in Berlin. Er besitzt mehrere Pilotenlizenzen, die ihn als Fluglehrer und Prüfer qualifizieren.

## Filmografie (Auswahl)
- 1988: Hannes
- 1991: Der Staatsanwalt hat das Wort – Verliebt – verloren
- 1990: Luv und Lee (7 Folgen als Sven Arends)
- 1993: Die tödliche Maria
- 1994: Elbflorenz – Hexenschuß
- 1995: Freunde fürs Leben – Fernsehstars
- 1996: Der Landarzt – Ansteckungsgefahr
- 1999: Adelheid und ihre Mörder – Das große Los
- 1999: Warten ist der Tod
- 2003: Im Namen des Gesetzes – Blinde Liebe
- 2005–2006: Schloss Einstein (3 Folgen)
- 2008: Polizeiruf 110 – Geliebter Mörder
- 2008: Die Frau des Frisörs
- 2009: Mein Leben – Marcel Reich-Ranicki
- 2011: Die Hochzeit meines Mannes
- 2011: Polizeiruf 110 – Blutige Straße
- 2012: Und alle haben geschwiegen
- 2013: Heiter bis tödlich: Hauptstadtrevier – Kranke Schwestern
- 2013: Bloch – Das Labyrinth
- 2014: Die letzten Millionen
- 2015: Tatort – Kollaps
- 2015: Tatort – Ätzend
- 2020: Gute Zeiten, schlechte Zeiten

## Hörspiele
- 2009: Der Russe aus Nizza – Autor: Leif Davidsen – Regie: Sven Stricker
- 2009: Radio-Tatort (Folge: Die gelben Laster) – Autor: Matthias Wittekindt – Regie: Norbert Schaeffer
- 2009: Leben und Schicksal – Autor: Wassili Semjonowitsch Grossman – Regie: Norbert Schaeffer
- 2010: Kritik der mörderischen Vernunft – Autor: Jens Johler – Regie: Sven Stricker
- 2011: Radio-Tatort (Folge: Totalverlust) – Autor: Matthias Wittekindt – Regie: Sven Stricker